# Le Cento Città d'Italia

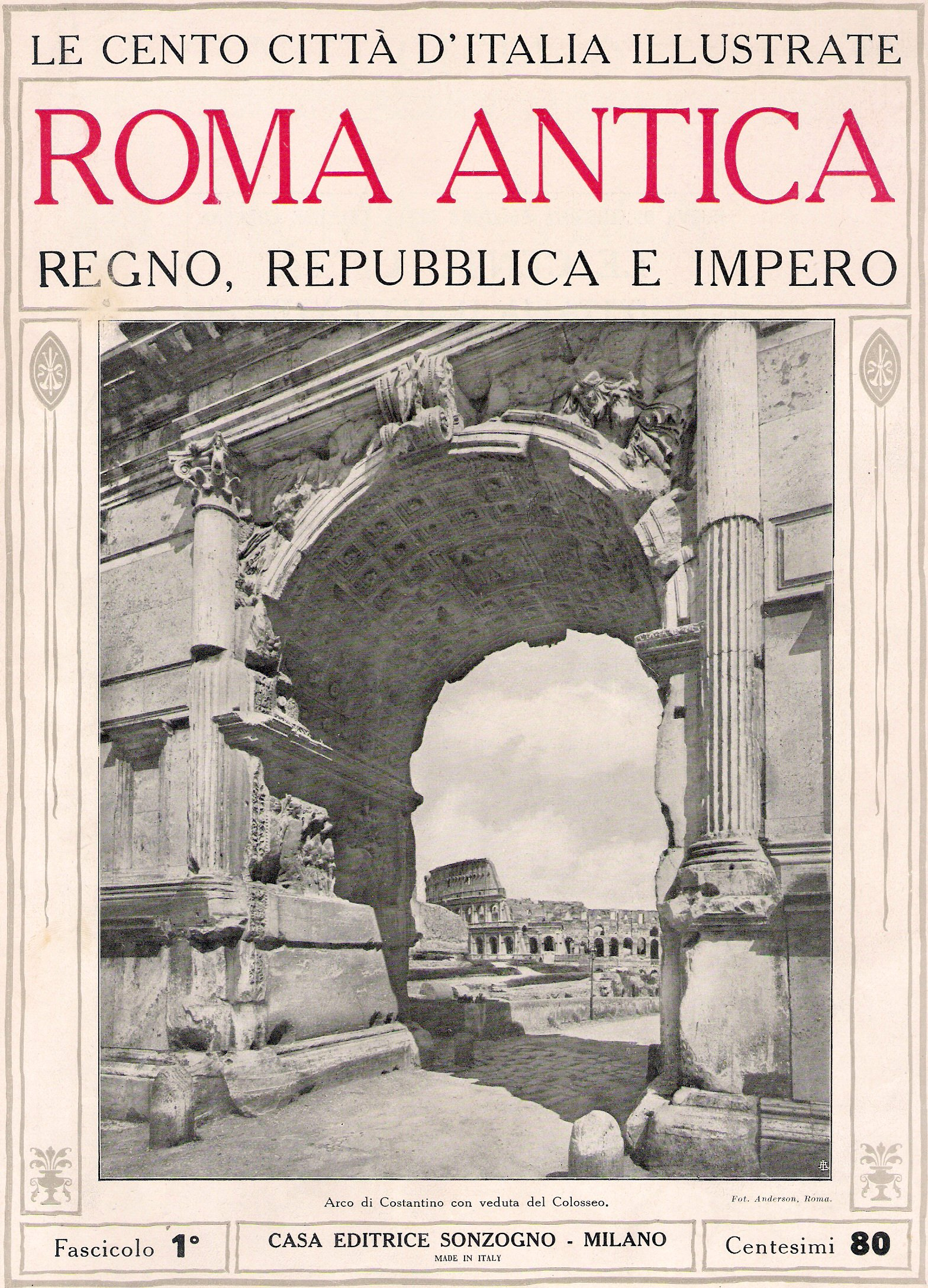
Il primo numero della collana del 1924

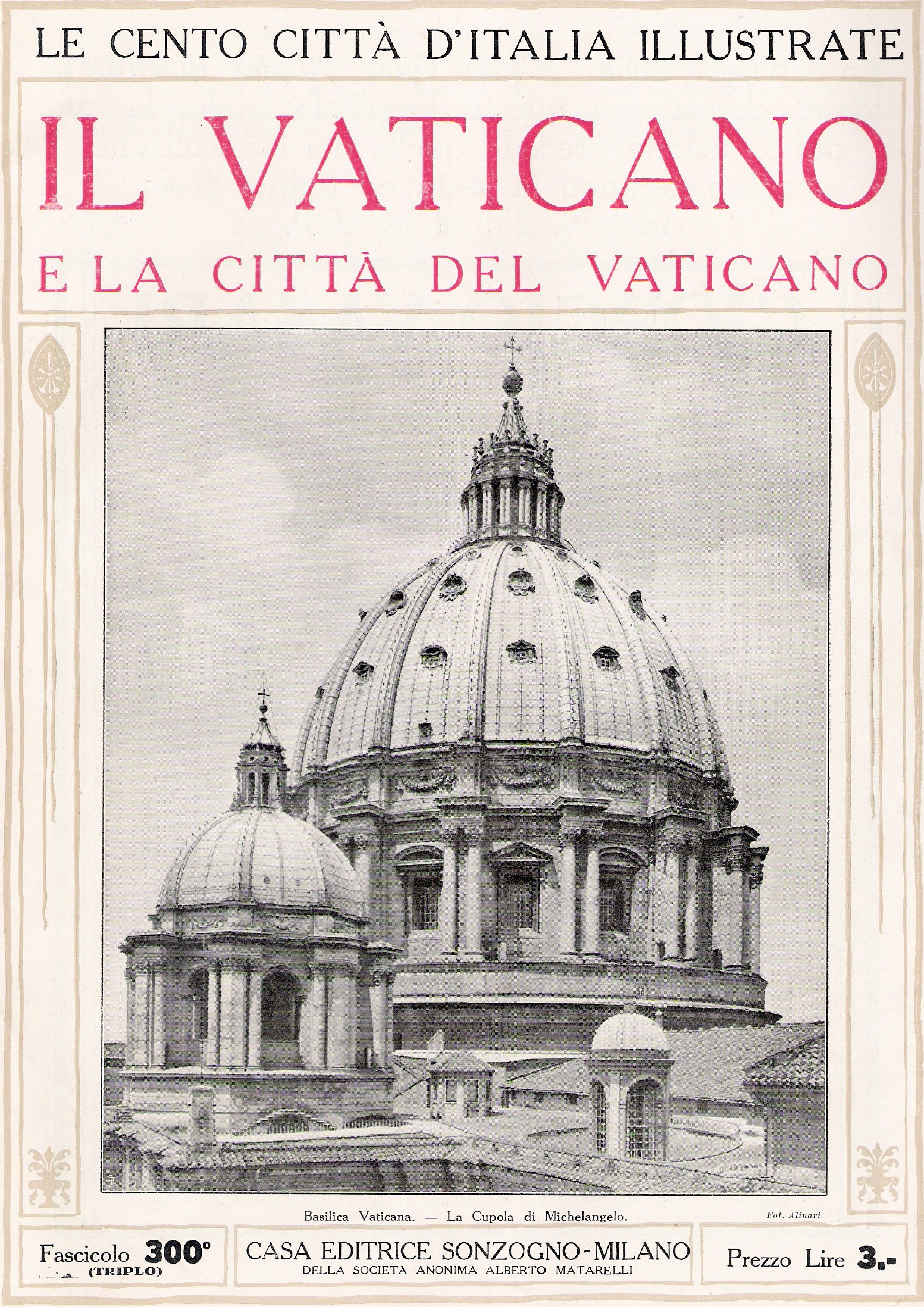
L'ultimo numero (1929)

Per numero e varietà di città presenti nel suo territorio, l'Italia è stata definita il "paese delle cento città". Le Cento Città d'Italia illustrate (1924-1929) fu una collana di monografie, illustrate con fotografie dei luoghi e dei monumenti notevoli italiani, edita da Sonzogno, con cadenza settimanale, dal 1924 al 1929. 
Una prima collana ebbe vita tra 1887 ed il 1902, come supplemento mensile al quotidiano "Il Secolo".

## Le Cento Città d'Italia illustrate (1924-1929)
Costituita da 300 fascicoli monografici, per un totale di 5.400 pagine, usciti settimanalmente durante un periodo di quasi sei anni, è la maggiore e più organica documentazione fotografica dell'Italia degli anni Venti del Novecento.
Le fotografie in bianco e nero contenute nei fascicoli, circa 15.000, sono opere dei più prestigiosi fotografi dell'epoca e documentano luoghi e monumenti di ogni genere, alcuni dei quali destinati di lì a pochi anni ad essere danneggiati o distrutti dalla guerra.

### Galleria d'immagini

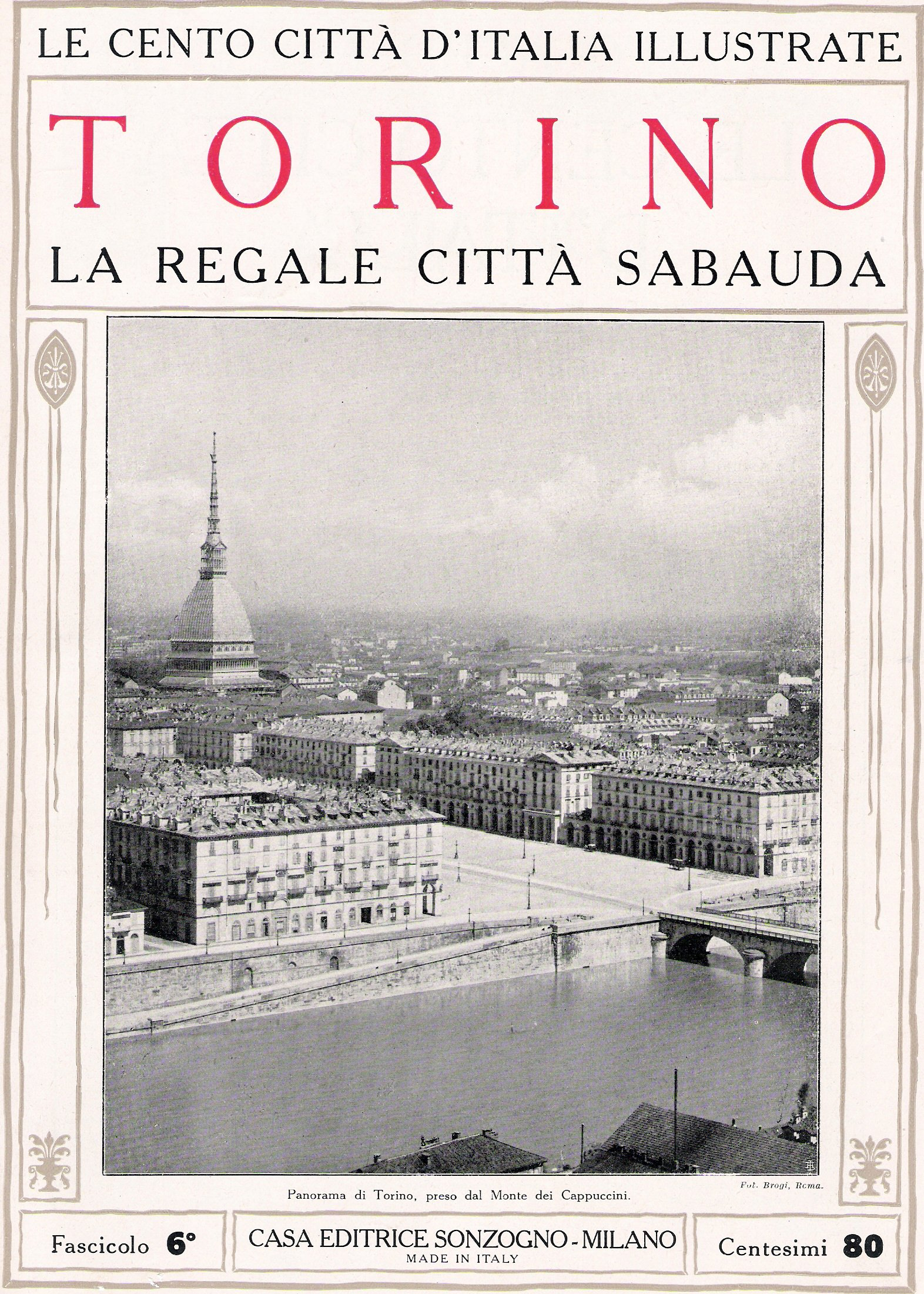
Il numero 6
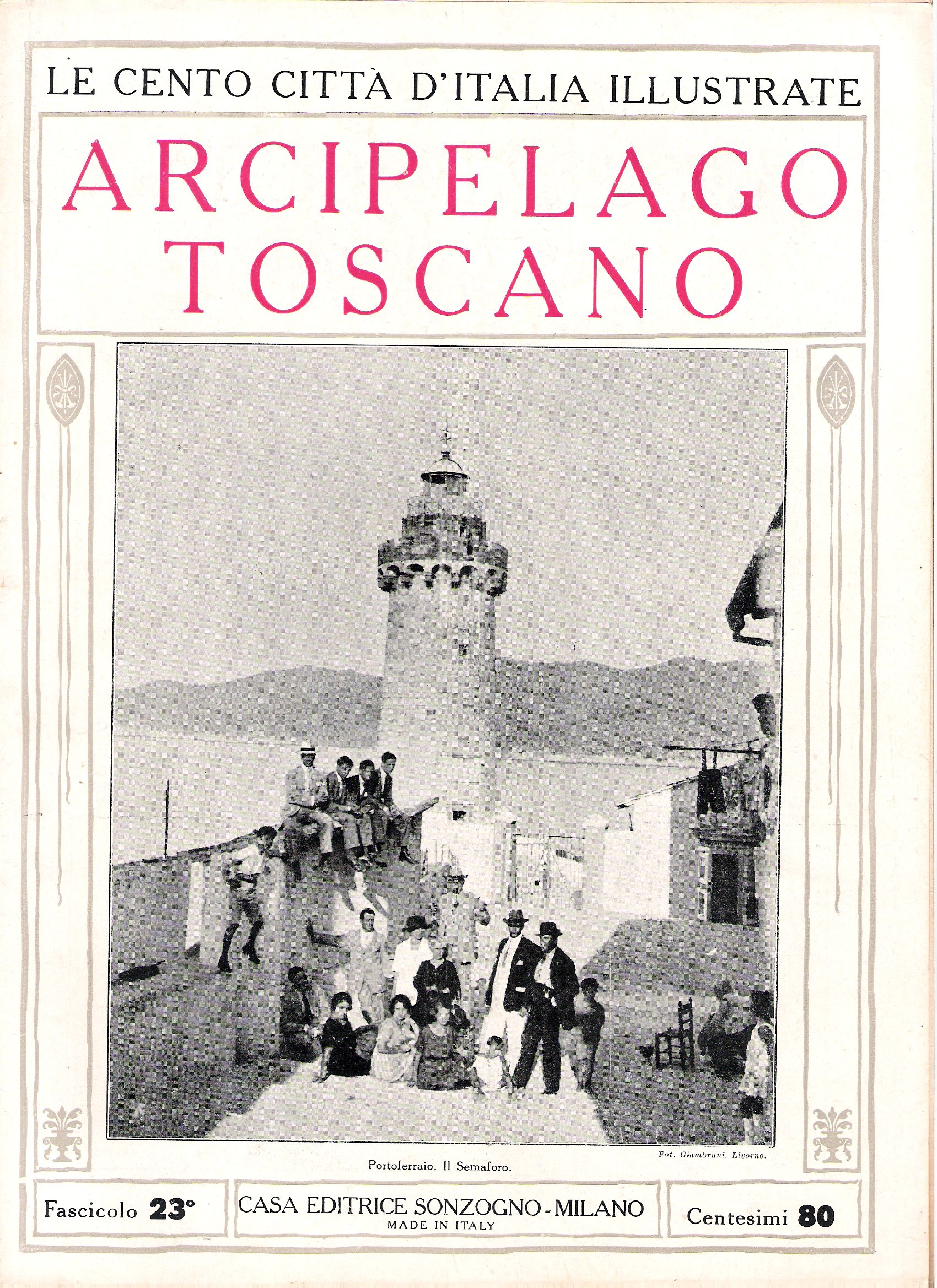
Il numero 23
Il numero 42
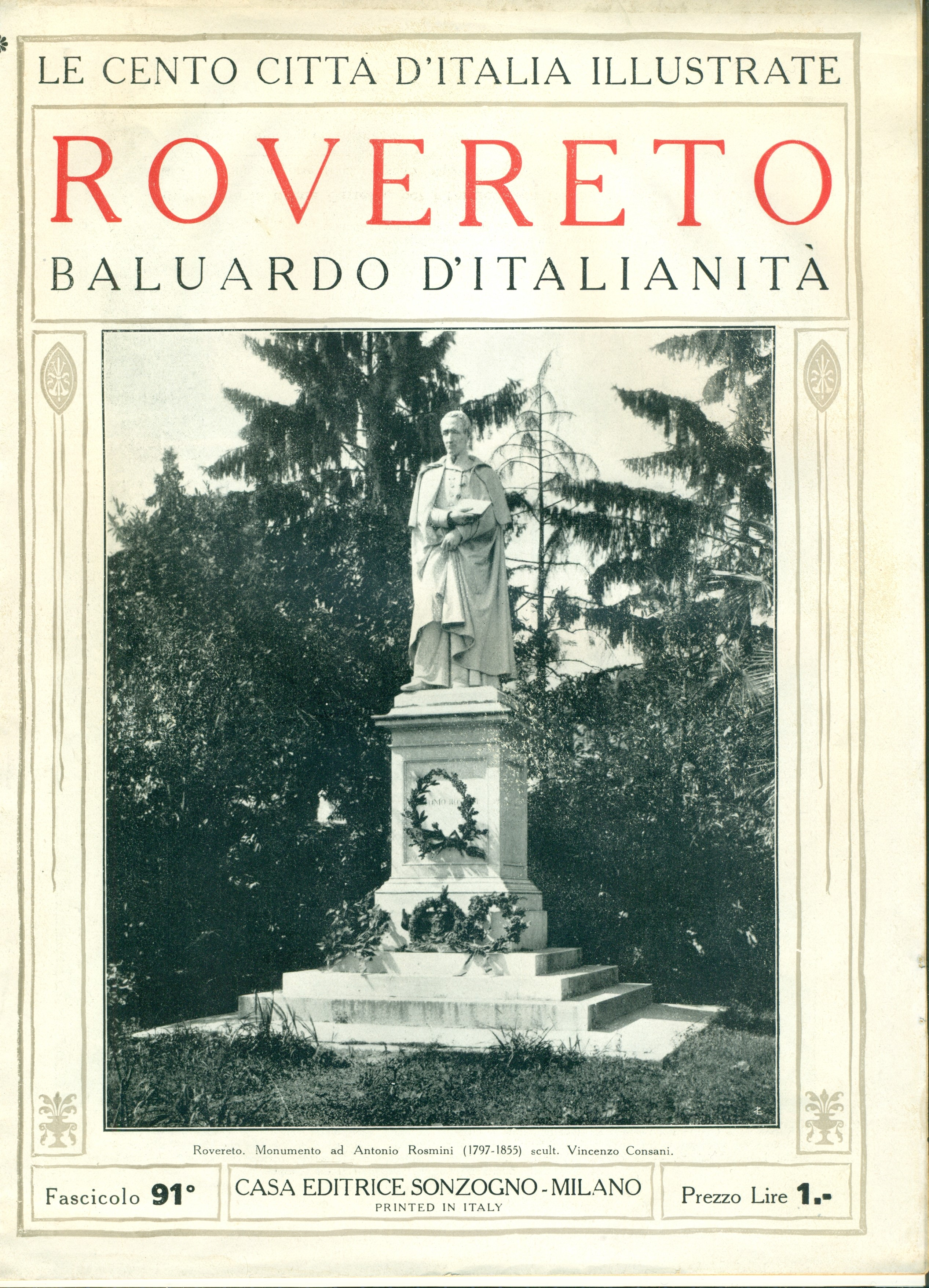
Il numero 91
Il numero 161 (ristampa)
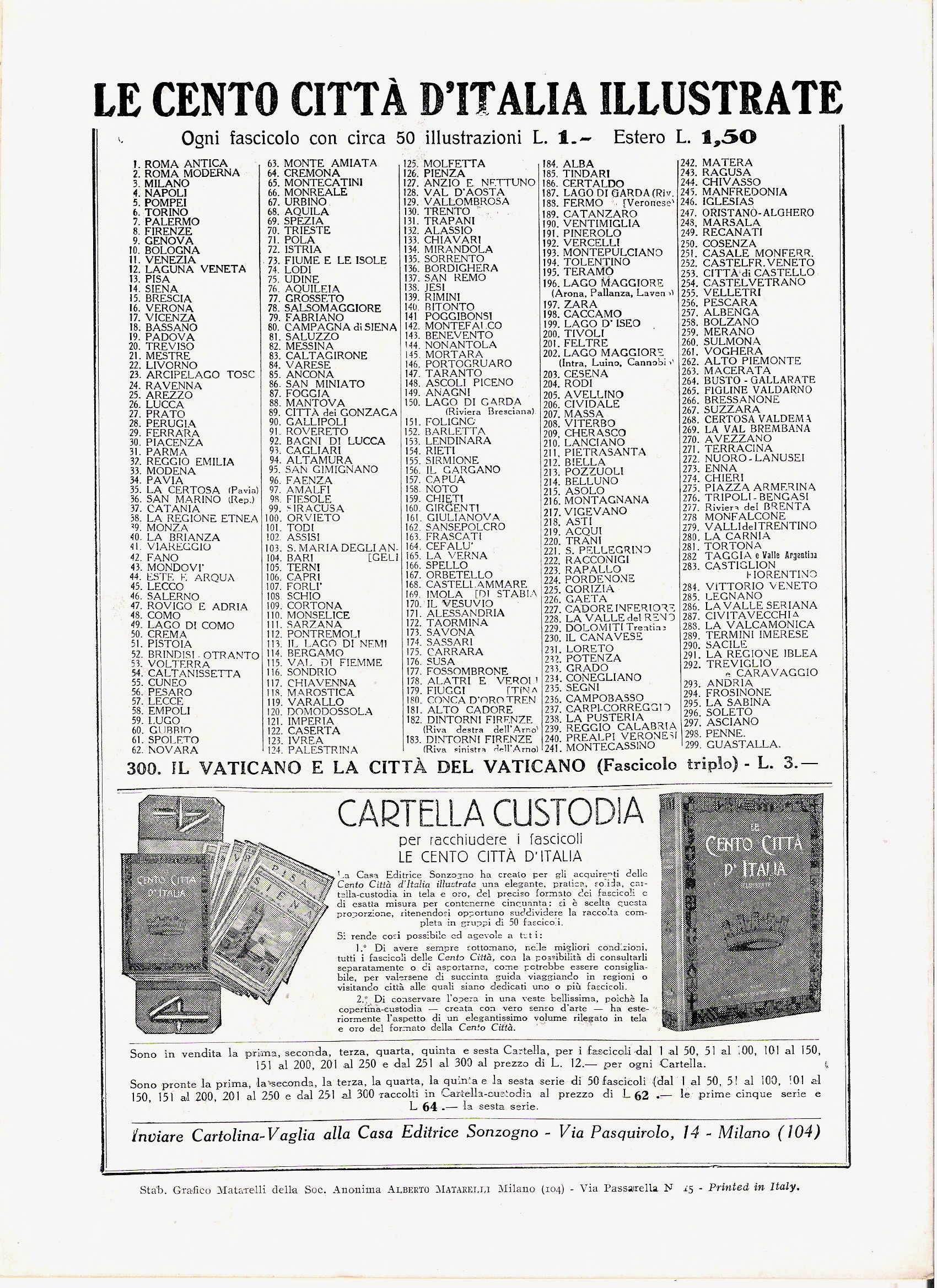
Il piano dell'opera